# CPTM
Компания поездов агломерации Сан-Паулу (порт. Companhia Paulista de Trens Metropolitanos, CPTM) — система пригородных поездов, принадлежащая Секретариату по городскому транспорту штата Сан-Паулу (Secretaria de Estado dos Transportes Metropolitanos, STM). Была создана в 1992 году с объединением нескольких железных дорог в Большом Сан-Паулу, Бразилия.

## История
Железная дорога Сан-Паулу (SPR) начала работать с 1867 года на месте нынешней линии 7, а магистраль Сантус-Жундиаи открылась в 1946 году на месте современной линии 10. Железная дорога Сан-Паулу — Рио-де-Жанейро была открыта в 1875 году, а в 1890 году — Центральная железная дорога Бразилии (EFCB), работавшая на месте современной линии 11. Современная линия 12 также обслуживалась EFCB и была открыта в 1926 году. В 1957 году все эти линии вошли в состав новой Федеральной сети железных дорог (RFFSA). Городские участки RFFSA в 1984 году были переданы бразильской системе городских поездов (CBTU), а их часть в штате Сан-Паулу была реорганизована в CPTM в 1992 году.
Одновременно с ними на месте современной линии 8 с 1975 года действовала Железная дорога Сорокабана (EFS), а на месте современной линии 9 — железная дорога в составе EFS с 1957 года. Эти линии вошли в Железные дороги Сан-Паулу (FEPASA) в 1971 году. Скоростное подразделение FEPASA DRM, в свою очередь, вошло в состав CPTM в 1996 году.
Сейчас компания работает над улучшением связи между тремя станциями Браз, Луз и Барра-фунд. Станция Жулиу-Престис на линии 8 будет закрыта, а на её месте будет построен культурный комплекс. Линия 8 пройдёт между станциями Луз и Браз без остановок.

## Линии
| Линия           | Конечные станции          | Длина (км)                                               | Станции                                    | Время работы                                    | Примечания |
| --------------- | ------------------------- | -------------------------------------------------------- | ------------------------------------------ | ----------------------------------------------- | --- |
| 7 рубиновая     | Луз ↔ Франсиску-Морату    | 38,969                                                   | 13                                         | Ежедневно, с 4:00 до 0:00 (в субботу до 01:00). | Возможно продолжение, см.. ниже. Бывшая линия A — коричневая.                                                                    |
| 8 бриллиантовая | Жулиу-Престис ↔ Итапеви   | 35,283                                                   | 20                                         | Ежедневно, с 4:00 до 0:00 (в субботу до 01:00). | Возможно продолжение, см.. ниже. Бывшая линия B — серая.                                                                         |
| 9 изумрудная    | Озаску ↔ Гражау           | 32,8                                                     | 18                                         | Ежедневно, с 4:00 до 0:00 (в субботу до 01:00). | Бывшая линия C — изумрудная. |
| 10 бирюзовая    | Луз ↔ Риу-Гранди-ду-Серра | 37,203                                                   | 14                                         | Ежедневно, с 4:00 до 0:00 (в субботу до 01:00). | Бывшая линия D — бежевая |
| 11 коралловая   | Луз ↔ Эстудантис          | 50,841 (Восточный экспресс: : 24,018; «Полоса B»:26,823) | 16 (Восточный экспресс: 7; «Полоса B»: 10) | Ежедневно, с 4:00 до 0:00 (в субботу до 01:00). | Сервис разделен на части: Восточный экспресс (Луз ↔ Гуаянасис) и «Полоса B» (Гуаянасис ↔ Эстудантис) Бывшая линия E — оранжевая. |
| 12 сапфировая   | Браз ↔ Калмон-Виана       | 38,822                                                   | 13                                         | Ежедневно, с 4:00 до 0:00 (в субботу до 01:00). | Бывшая линия F — фиолетовая |

Продолжение системы
| Линия         | Конечные станции                      | Длина (км) | Станции | Время работы |
| ------------- | ------------------------------------- | ---------- | ------- | ------------ |
| 13 нефритовая | Браз ↔ Зезинью-Магальянис             | 20,5       | 5       | ---\|-       |
| 14 ониксовая  | Луз ↔ Международный аэропорт, Кумбика | 28         | 2       | ---\|-       |

(*) Строится • (**) Планируется

## Галерея
- Внутренний вид поезда CPTM
- Станция
- Станция Луз
- Поезд сети CPTM в районе Бруклина
- Новый поезд серии 7000.